# Paul Bostaph
Paul Steven Bostaph (né le 4 mars 1964 à San Francisco) a été le batteur du groupe américain de thrash metal Slayer entre 1992 et 1995, puis de 1997 à 2002.
Avant cela, il a fait partie du groupe Forbidden. Arrivé pour remplacer Dave Lombardo, batteur originel du groupe, en 1994, il participe à l'album Divine Intervention et à la tournée qui suit. Il est même crédité sur la reprise de punk Undisputed Attitude, mais quitte Slayer lors de la sortie de cet album et intègre le groupe The Trouble with Seafood. Il revient cependant en 1998 et officie sur God Hates Us All et Diabolus in Musica. Son style allie puissance et technique, avec d'incessants doubles roulements de grosses caisses qui rendent son jeu encore plus violent et explosif. Ironie du sort, il sera remplacé en 2002 par Dave Lombardo.
Paul Bostaph fut ensuite le batteur du groupe Exodus avec lequel il a enregistré Shovel Headed Kill Machine en 2006.
Il fut également batteur du groupe Testament, sur l'album The Formation of Damnation en 2008.
Le 30 mai 2013, Slayer annonce que Paul Bostaph rejoint officiellement le groupe en remplacement de Dave Lombardo.